# 188973 Siufaiwing
188973 Siufaiwing è un asteroide della fascia principale. Scoperto nel 2008, presenta un'orbita caratterizzata da un semiasse maggiore pari a 2,1918923 UA e da un'eccentricità di 0,1007773, inclinata di 5,40867° rispetto all'eclittica.
L'asteroide è dedicato al pittore e scultore cinese Siu Fai Wing.